# Stenoptilodes gielisi
Stenoptilodes gielisi là một loài bướm đêm thuộc họ Pterophoridae. Nó được tìm thấy ở quần đảo Galapagos.
Sải cánh dài khoảng 15 mm. Con trưởng thành bay vào tháng 5.